# Кранихштайнская музыкальная премия
Кранихштайнская музыкальная премия (нем. Kranichsteiner Musikpreis) — премия в области академической музыки, присуждаемая в Германии с 1952 года. Учреждена в рамках Международных летних курсов новой музыки в Дармштадте и финансируется городской администрацией. Носит имя охотничьего замка Кранихштайн (нем. Jagdschloss Kranichstein), в котором проводилась часть программы курсов.
Премия была учреждена как исполнительская и вручалась ежегодно в течение десяти лет, затем с некоторыми перебоями. С 1972 года вручается раз в два года (поскольку раз в два года проходят курсы) композиторам и исполнителям; в настоящее время премия составляет 3000 евро.
Среди лауреатов премии — композиторы Детлев Мюллер-Сименс (1974), Вольфганг Рим (1978), Кайя Саариахо (1986), Лука Франческони (1990), Марк Андре и Изабель Мундри (1996), скрипачи Вольфганг Маршнер (1954), Агустин Леон Ара (1957), пианисты Джером Ловенталь (1957), Эрика Хаазе (1959), Херберт Хенк (1972), кларнетист Вольфганг Майер (1974) и др.